# Kaneelkleurige amazilia
De kaneelkleurige amazilia (Amazilia rutila) is een vogel uit de familie Trochilidae (kolibries).

## Verspreiding en leefgebied
Deze soort komt voor van noordwestelijk Mexico tot Costa Rica en telt vier ondersoorten:
- A. r. diluta: noordwestelijk Mexico.
- A. r. graysoni: Islas Marías (nabij westelijk Mexico).
- A. r. rutila: westelijk en zuidwestelijk Mexico.
- A. r. corallirostris: van zuidoostelijk Mexico tot westelijk Costa Rica.

## Status
De grootte van de populatie is in 2019 geschat op 0,5-5 miljoen volwassen vogels. Op de Rode lijst van de IUCN heeft deze soort de status niet bedreigd.  